# Сан-Луїс (Нью-Мексико)
Сан-Луїс (англ. San Luis) — переписна місцевість (CDP) в США, в окрузі Сандовал штату Нью-Мексико. Населення — 32 особи (2020).

## Географія
Сан-Луїс розташований за координатами 35°42′3″ пн. ш. 107°2′35″ зх. д. / 35.70083° пн. ш. 107.04306° зх. д. (35.700913, -107.043080).  За даними Бюро перепису населення США в 2010 році переписна місцевість мала площу 21,45 км², уся площа — суходіл.

## Демографія
Згідно з переписом 2010 року, у переписній місцевості мешкало 59 осіб у 24 домогосподарствах у складі 12 родин. Густота населення становила 3 особи/км².  Було 52 помешкання (2/км²).
Расовий склад населення:
| - 20,3 % — білих - 8,5 % — корінних американців - 69,5 % — осіб інших рас |

До двох чи більше рас належало 1,7 %. Частка іспаномовних становила 88,1 % від усіх жителів.
За віковим діапазоном населення розподілялося таким чином: 15,3 % — особи молодші 18 років, 71,1 % — особи у віці 18—64 років, 13,6 % — особи у віці 65 років та старші. Медіана віку мешканця становила 43,8 року. На 100 осіб жіночої статі у переписній місцевості припадало 110,7 чоловіків;  на 100 жінок у віці від 18 років та старших — 117,4 чоловіків також старших 18 років.
Цивільне працевлаштоване населення становило 8 осіб. Основні галузі зайнятості: освіта, охорона здоров'я та соціальна допомога — 100,0 %.